# Acanthermia medara
Acanthermia medara là một loài bướm đêm trong họ Noctuidae.